# James LeGros
James LeGros (Minneapolis, 27 aprile 1962) è un attore statunitense.
È noto soprattutto per i suoi ruoli in molti film indipendenti durante gli anni novanta, per i quali è stato definito "il Parker Posey maschile".

## Biografia
Nato a Minneapolis e cresciuto a Redlands, si è avvicinato alla recitazione inizialmente "per conoscere delle ragazze". Sostenuto un provino per la South Coast Repertory mentre frequentava l'Università della California, Irvine, viene preso e finisce per recitarci assieme per due anni, appassionandosi all'arte drammatica: a proposito della sua formazione teatrale dichiarerà: «Il cinema ha le sue difficoltà, ma [...] se i tuoi piedi non hanno mai calcato il palco, non credo tu sia un attore».

### Carriera
Arrivato a Los Angeles, ottiene la sua prima parte in un episodio di Supercar del 1984. Nei primi anni in attesa che la sua carriera decollasse, ha vissuto senza fissa dimora, anche all'YMCA locale.
Il film con cui si fa notare è Drugstore Cowboy (1989) di Gus Van Sant, dove interpreta «con vividezza» lo svampito tossicodipendente migliore amico del protagonista (Matt Dillon). Nonostante i premi e le critiche positive, il film è un flop al botteghino e non lancerà la carriera dei suoi interpreti come sperato, secondo LeGros. Continua a recitare in maniera prolifica nel decennio seguente (apparirà in ben 40 film nell'arco di 13 anni), alternando «piccoli ruoli in grossi film a grandi ruoli in film piccoli»: nel primo caso, particolarmente celebre è quello di Roach, uno dei quattro rapinatori-surfisti capitanati da Patrick Swayze in Point Break - Punto di rottura.
Pur non essendo mai diventato una star, LeGros ha ottenuto una certa riconoscibilità grazie ai numerosi «ruoli idiosincratici, che rubano la scena», interpretati con un «flemmatico» naturalismo che il periodico Interview ha definito, elogiandolo, come «stile di recitazione sonnambulo», che l'hanno reso uno degli "attori-simbolo" del cinema indipendente americano degli anni novanta. È stato spesso contrapposto a Brad Pitt in qualità di attore emergente "dalla mandibola definita, capelli biondi ed occhi infossati" ma attivo principalmente al di fuori dello studio system, mentre la presenza ubiqua nei film indipendenti del periodo ha suscitato paragoni con Parker Posey. Nel 1995, il quotidiano The Morning Call l'ha definito «un'icona slacker».
La sua interpretazione di una capricciosa star hollywoodiana, a lungo ritenuta erroneamente una parodia dello stesso Pitt, nella satira sul cinema Si gira a Manhattan (1995) è valsa a LeGros una candidatura agli Independent Spirit Awards ed è stata lodata da Vincent Canby del New York Times come un esempio di «understatement raro in un giovane attore». Lo stesso anno ha recitato in Safe di Todd Haynes, al fianco di Julianne Moore.
Il suo primo ruolo regolare in televisione è quello di Mark Albert nella serie Ally McBeal dal 1999 al 2001, che coincide con l'intensificarsi della propria attività di attore televisivo e una progressiva riduzione dei ruoli per il cinema. Tra le sue interpretazioni al cinema nel nuovo millennio c'è quella di un detective della polizia in Zodiac.

### Vita privata
È sposato almeno da prima del 1993 con Kristina Loggia, figlia dell'attore Robert Loggia. La coppia ha avuto due figli: il maggiore, Noah (1993) è anch'egli un attore.

## Filmografia

### Cinema
- I guerrieri del sole (Solarbabies), regia di Alan Johnson (1986)
- Il buio si avvicina (Near Dark), regia di Kathryn Bigelow (1987)
- Real Men - Noi uomini duri (Real Men), regia di Dennis Feldman (1987)
- Fatal Beauty, regia di Tom Holland (1987)
- Miracolo sull'8ª strada (Batteries Not Included), regia di Matthew Robbins (1987)
- Fantasmi II (Phantasm II), regia di Don Coscarelli (1988)
- Drugstore Cowboy, regia di Gus Van Sant (1989)
- Nato il quattro luglio (Born on the Fourth of July), regia di Oliver Stone (1989)
- Polvere e sangue (Blood and Concrete), regia di Jeffrey Reiner (1991)
- Point Break - Punto di rottura (Point Break), regia di Kathryn Bigelow (1991)
- Sacrificio fatale (The Rapture), regia di Michael Tolkin (1991)
- Giacche di cuoio (Leather Jackets), regia di Lee Drysdale (1991)
- I dannati di Hollywood (Where the Day Takes You), regia di Marc Rocco (1992)
- Un labirinto pieno di guai (Nervous Ticks), regia di Rocky Lang (1992)
- Un uomo, una donna, una pistola (My New Gun), regia di Stacy Cochran (1992)
- Guncrazy, regia di Tamra Davis (1992)
- Singles - L'amore è un gioco (Singles), regia di Cameron Crowe (1992)
- Bad Girls, regia di Jonathan Kaplan (1994)
- Mrs. Parker e il circolo vizioso (Mrs. Parker and the Vicious Circle), regia di Alan Rudolph (1994)
- Si gira a Manhattan (Living in Oblivion), regia di Tom DiCillo (1995)
- Safe, regia di Todd Haynes (1995)
- Panther, regia di Mario Van Peebles (1995)
- Mister Destiny (Destiny Turns on the Radio), regia di Jack Baran (1995)
- The Low Life, regia di George Hickenlooper (1995)
- Just Looking, regia di Tyler Bensinger (1995)
- Boys, regia di Stacy Cochran (1996)
- Infinity, regia di Matthew Broderick (1996)
- Countdown - Ore contate (Countdown), regia di Keoni Waxman (1996)
- I segreti del cuore (The Myth of Fingerprints), regia di Bart Freundlich (1997)
- Illusioni (Wishful Thinking), regia di Adam Park (1997)
- The Pass - L'autostoppista (The Pass), regia di Kurt Voss (1998)
- Thursday - Giovedì (Thursday), regia di Skip Woods (1998)
- Los Angeles senza meta (L.A. Without a Map), regia di Mika Kaurismäki (1998)
- Nemico pubblico (Enemy of the State), regia di Tony Scott (1998)
- Psycho, regia di Gus Van Sant (1998)
- Jump, regia di Justin McCarthy (1999)
- Drop Back Ten, regia di Stacy Cochran (2000)
- Lovely & Amazing, regia di Nicole Holofcener (2001)
- World Traveler, regia di Bart Freundlich (2001)
- November, regia di Greg Harrison (2004)
- Straight Into Darkness, regia di Jeff Burr (2004)
- Tre ragazzi e un bottino (Catch That Kid), regia di Bart Freundlich (2004)
- Sexual Life, regia di Ken Kwapis (2004)
- Uomini & donne (Trust the Man), regia di Bart Freundlich (2005)
- The Last Winter, regia di Larry Fessenden (2006)
- Zodiac, regia di David Fincher (2007)
- Prospettive di un delitto (Vantage Point), regia di Pete Travis (2008)
- Winged Creatures - Il giorno del destino (Winged Creatures), regia di Rowan Woods (2008)
- Skateland, regia di Anthony Burns (2010)
- Qualcosa di straordinario (Big Miracle), regia di Ken Kwapis (2012)
- Don't Let Me Go, regia di Giorgio Serafini (2013)
- Guida tascabile per la felicità (A Birder's Guide to Everything), regia di Rob Meyer (2013)
- Night Moves, regia di Kelly Reichardt (2013)
- Point Break, regia di Ericson Core (2015)
- Certain Women, regia di Kelly Reichardt (2016)
- Nostalgia, regia di Mark Pellington (2018)
- Showing Up, regia di Kelly Reichardt (2022)
- Good One, regia di India Donaldson (2024)

### Televisione
- Supercar (Knight Rider) – serie TV, episodio 3x07 (1984)
- La guerra dell'audience (The Ratings Game), regia di Danny DeVito – film TV (1984)
- Simon & Simon – serie TV, episodio 4x18 (1985)
- Punky Brewster – serie TV, episodi 1x21-1x22 (1985)
- CBS Schoolbreak Special – serie TV, episodio 2x05 (1985)
- Class of '96 – serie TV, episodio 1x09 (1993)
- Pappa e ciccia (Roseanne) – serie TV, episodio 8x19 (1996)
- La notte degli sciacalli (Marshal Law), regia di Stephen Cornwell – film TV (1996)
- Oltre i limiti (The Outer Limits) – serie TV, episodio 3x13 (1997)
- Pronto, regia di Jim McBride – film TV (1997)
- E.R. - Medici in prima linea (ER) – serie TV, episodi 4x20-4x21-4x22 (1998)
- L.A. Doctors – serie TV, episodio 1x02 (1998)
- Border Line, regia di Ken Kwapis – film TV (1999)
- Common Ground, regia di Donna Deitch – film TV (2000)
- Ally McBeal – serie TV, 28 episodi (2000-2001)
- Friends – serie TV, episodio 8x17 (2002)
- Big Shot: Confessions of a Campus Bookie, regia di Ernest Dickerson – film TV (2002)
- Damaged Care, regia di Harry Winer – film TV (2002)
- L'avvocato di strada (The Street Lawyer), regia di Paris Barclay – film TV (2003)
- Law & Order - I due volti della giustizia (Law & Order) – serie TV, episodio 16x01 (2005)
- Sleeper Cell – serie TV, 7 episodi (2005)
- Mercy – serie TV, 22 episodi (2009-2010)
- Law & Order - Unità vittime speciali (Law & Order: Special Victims Unit) – serie TV, episodio 12x03 (2010)
- Justified – serie TV, 6 episodi (2011-2014)
- Mildred Pierce – miniserie TV, 5 puntate (2011)
- Grey's Anatomy – serie TV, episodio 8x24 (2012)
- Dr. House - Medical Division (House, M.D.) – serie TV, episodio 8x22 (2012)
- Girls – serie TV, 4 episodi (2012)
- Revenge – serie TV, episodi 3x02-3x03-3x04 (2013)
- The Good Wife – serie TV, episodio 5x08 (2013)
- Constantine – serie TV, episodio 1x02 (2014)
- Person of Interest – serie TV, episodi 4x09-5x05-5x06 (2014-2016)
- Battle Creek – serie TV, episodio 1x10 (2015)
- Billions – serie TV, episodio 1x08 (2016)
- Fear the Walking Dead – serie TV, episodio 3x15 (2017)
- Blue Bloods – serie TV, episodi 8x13-9x16-11x13 (2018-2021)
- Castle Rock – serie TV, episodio 1x05 (2018)
- The Passage – serie TV, 5 episodi (2019)
- Hunters – serie TV, 5 episodi (2020)
- Love Life – serie TV, episodi 1x01-1x05 (2020)
- The Mosquito Coast – serie TV, 4 episodi (2021)

## Riconoscimenti
- Independent Spirit Award
  - 1996 – Candidatura al miglior attore non protagonista per Si gira a Manhattan
- Screen Actors Guild Award
  - 2001 – Candidatura al miglior cast in una serie commedia per Ally McBeal

## Doppiatori italiani
Nelle versioni in italiano delle opere in cui ha recitato, James LeGros è stato doppiato da:
- Simone Mori in Un labirinto pieno di guai, Illusioni, Los Angeles senza meta, If You Only Knew
- Massimo Lodolo in Drugstore Cowboy, Point Break - Punto di rottura, The Pass - L'autostoppista
- Vittorio De Angelis in Il buio si avvicina, Mercy
- Fabrizio Vidale in Mister Destiny, The Passage
- Gianluca Machelli in Ally McBeal, Justified (st. 5)
- Alberto Caneva in I dannati di Hollywood
- Claudio Ridolfo in Thursday - Giovedì
- Mauro Gravina in Si gira a Manhattan, E.R. - Medici in prima linea
- Roberto Gammino in Friends
- Maurizio Reti in Sleeper Cell
- Massimo De Ambrosis in Zodiac
- Roberto Pedicini in Law & Order: Unità vittime speciali
- Pasquale Anselmo in Mildred Pierce
- Franco Mannella in Qualcosa di straordinario
- Giorgio Borghetti in Dr. House - Medical Division
- Emiliano Coltorti in Justified (st. 2-3)
- Marco Mete in Revenge
- Simone D'Andrea in Girls
- Christian Iansante in The Good Wife
- Francesco Bulckaen in Person of Interest
- Enrico Pallini in Blue Bloods
- Alberto Bognanni in Fear the Walking Dead
- Loris Loddi in Hunters